# L'Incroyable Vérité (film, 1989)
Pour les articles homonymes, voir L'Incroyable Vérité.
Pour plus de détails, voir Fiche technique et Distribution.
L'Incroyable Vérité (The Unbelievable Truth) est une comédie dramatique écrite et réalisée par Hal Hartley, sortie en 1989.

## Synopsis
Josh sort de prison, après avoir purgé sa peine pour meurtre. Il retourne dans sa ville d'origine. Là, ses crimes sont exagérés, et plus personne ne se rappelle exactement combien de personnes il a tué ni quel était son crime... Tout le monde est en tout cas plutôt circonspect à son égard, mais le père d'Audry (cette dernière ne tardera pas à tomber amoureuse de Josh) accepte quand même de lui proposer un emploi de mécanicien.

## Fiche technique
Sauf indication contraire, les informations mentionnées dans cette section peuvent être confirmées par la base de données cinématographiques IMDb,  présente dans la section « Liens externes ».
- Titre français : L'Incroyable Vérité
- Titre original : The Unbelievable Truth
- Réalisation : Hal Hartley
- Scénario : Hal Hartley
- Production : Hal Hartley et Bruce Weiss
- Musique : Jim Coleman, Kendall Brothers, Philip Reed et Wild Blue Yonder
- Photographie : Michael Spiller
- Montage : Hal Hartley
- Pays d'origine : États-Unis
- Genre : Comédie dramatique
- Durée : 96 minutes
- Date de sortie :
  - États-Unis : avril 1989 (Festival du film de Los Angeles 1989) ; 20 juillet 1990 (New York)
  - France : 23 septembre 1992

## Distribution
- Adrienne Shelly : Audry Hugo
- Robert John Burke : Josh Hutton
- Chris Cooke : Vic Hugo
- Julia McNeal : Pearl
- Katherine Mayfield : Liz Hugo
- Gary Sauet : Emmet
- David Healy : Todd Whitbread
- Matt Malloy : Otis (conducteur)
- Edie Falco : Jane (la serveuse)
- Jeff Howard : Conducteur
- Kelly Reichardt : Son épouse
- Ross Turner : Leur fils
- Paul Schulze : Bill (Paul Schultze)
- Mike Brady : Bob
- Bill Sage : Gus

## Citation
Version originale :
- Josh Hutton: "The last time I took a drink, I got into a car crash and I killed a girl."
- Otis: "No!"
- Josh Hutton: "Yeah."
- Otis: "That's enough to drive you to drink."

Traduction :
- J.H. : "La dernière fois que j'ai bu, j'ai eu un accident de voiture et j'ai tué une fille."
- Otis : "Non!"
- J.H. : "Si."
- Otis : "C'est une raison suffisante pour boire..."